# Episodi di Borgen - Il potere (seconda stagione)
La seconda stagione della serie televisiva Borgen - Il potere è stata trasmessa sul canale danese DR1 dal 25 settembre al 27 novembre 2011.
In Italia la stagione è trasmessa in prima visione assoluta dal 21 giugno 2013 su LaEffe.
| Nº | Titolo originale                            | Titolo italiano                   | Prima TV Danimarca | Prima TV Italia |
| -- | ------------------------------------------- | --------------------------------- | ------------------ | --------------- |
| 1  | 89.000 børn                                 | Le scelte che non vorremmo fare   | 25 settembre 2011  | 21 giugno 2013  |
| 2  | I Bruxelles kan ingen høre dig skrige       | A Bruxelles non ti sentono urlare | 2 ottobre 2011     | 21 giugno 2013  |
| 3  | Den sidste arbejder                         | Cesare è stato ucciso dai suoi    | 9 ottobre 2011     | 28 giugno 2013  |
| 4  | Op til kamp                                 | Pronta alla battaglia             | 16 ottobre 2011    | 28 giugno 2013  |
| 5  | Plant et træ                                | Tutto quello che abbiamo seminato | 23 ottobre 2011    | 5 luglio 2013   |
| 6  | Dem & os                                    | L'innocenza del diavolo           | 30 ottobre 2011    | 5 luglio 2013   |
| 7  | Hvad indad tabes, skal udad vindes - Del I  | Vincere e perdere                 | 6 novembre 2011    | 12 luglio 2013  |
| 8  | Hvad indad tabes, skal udad vindes - Del II | Guerra e pace                     | 13 novembre 2011   | 12 luglio 2013  |
| 9  | Privatlivets fred                           | Questione di privacy              | 20 novembre 2011   | 19 luglio 2013  |
| 10 | En bemærkning af særlig karakter            | Decisioni difficili               | 27 novembre 2011   | 19 luglio 2013  |

## Le scelte che non vorremmo fare
- Titolo originale: 89.000 børn
- Diretto da: Jannik Johansen
- Scritto da: Adam Price, Tobias Lindholm e Jeppe Gjervig Gram
- Citazione di apertura: La guerra è giusta, quand'è necessaria (Niccolò Machiavelli)

### Trama
Undici mesi dopo. Birgitte è in visita al contingente danese in Afghanistan, quando i talebani sferrano un'offensiva contro gli eserciti della coalizione internazionale che costringono l'immediata evacuazione del Ministro di Stato. Fresca di assunzione a L'Ekspres, Katrine assiste ai soccorsi prestati al giovane soldato Andreas, rimasto gravemente ferito e per il quale purtroppo non c’è più nulla da fare. L'esercito danese è quello che riporta il maggior numero di soldati caduti, cinque. Il governo americano inizia a contattare gli alleati per esortarli a mantenere la presenza militare in Afghanistan, altrimenti i talebani avrebbero la possibilità di riprendere il potere. Kasper ha una nuova fidanzata, la giornalista Lotte, con cui sta progettando di andare a convivere. A L'Ekspres Katrine ha come caporedattore Hanne, la vecchia collega ai tempi di TV1, con cui è più in sintonia rispetto al direttore responsabile Laugesen.
Dall'Afghanistan giunge notizia che altri tre soldati danesi sono morti. Siccome i Moderati sono da sempre contrari ai conflitti armati, Birgitte è dell'idea di ritirare le truppe, volendo porre fine a una guerra che ha ereditato dal predecessore Hesselboe. La sua posizione cambia radicalmente quando incontra una donna afghana, rappresentante di una ong, che la avverte come il ritorno dei talebani farebbe perdere alle donne i diritti faticosamente conquistati. Laugesen vorrebbe attribuire la morte dei soldati all'indecisionismo di Birgitte, ma Katrine convince il direttore a farle scrivere un articolo sulla morte del soldato Andreas. Per farlo dovrebbe visionare la lettera scritta dal ragazzo alla famiglia, ma il padre si oppone perché non avrebbe mai voluto che il figlio si arruolasse. Birgitte è pressata da Phillip affinché firmi i documenti del divorzio, cosa su cui sta da tempo tergiversando.
Poiché non tutti i partiti della sua maggioranza sono favorevoli a proseguire l'impegno militare, Birgitte chiede voti ai Liberali che Hesselboe, per mero calcolo politico, le nega. Kasper evidenzia al Ministro di Stato che la soluzione migliore è, purtroppo per lei, ritirare i soldati. Birgitte ha una crisi di pianto davanti a Philip, lamentando di non trovare il coraggio di mettere fine al loro matrimonio. Il Ministro di Stato ha un colloquio privato con il padre di Andreas, il quale legge la lettera del figlio, da cui Birgitte ha l'ennesima conferma dell’importanza di mantenere il contingente militare in Afghanistan. Al termine dell'incontro, l'uomo consegna la lettera a Katrine affinché scriva l'articolo, intitolato 89.000 bambini. Kasper commette una gaffe con Lotte, chiamandola Katrine. Fatta digerire al suo governo la permanenza in Afghanistan, Birgitte trae da questa esperienza la forza di firmare i documenti del divorzio.

## A Bruxelles non ti sentono urlare
- Titolo originale: I Bruxelles kan ingen høre dig skrige
- Diretto da: Jannik Johansen
- Scritto da: Adam Price, Tobias Lindholm e Jeppe Gjervig Gram
- Citazione di apertura: Tieni i tuoi amici vicino a te, ma tieni i tuoi nemici più vicini (Sun Tzu)

### Trama
Birgitte è alle prese con la scelta del commissario europeo della Danimarca e vorrebbe che per la prima volta fosse un esponente dei Moderati. Il candidato ideale sarebbe Jacob Kruse, giovane ministro per gli Affari europei dal sicuro avvenire, ma rifiuta perché vorrebbe restare al suo posto quando la Danimarca avrà la presidenza di turno del Consiglio dell'Unione europea. Kruse caldeggia il nome di Bent Sejrø, rimasto senza cariche rilevanti dopo le sue dimissioni forzate da ministro delle Finanze. Birgitte si trova in difficoltà, avendo interrotto i rapporti con Sejrø a seguito dei precedenti accadimenti, e non volendo che il vecchio mentore interpretasse la nomina come un modo per liberarsi di lui. Birgitte e Sejrø riescono a chiarire i conti rimasti in sospeso tra loro, però quando si arriva alla tanto temuta proposta l'uomo ne intuisce perfettamente il secondo fine, declinandola sdegnosamente. Katrine si preoccupa per Hanne, la quale a una conferenza stampa con il Ministro di Stato ha ripetuto la stessa domanda appena fatta da un altro giornalista.
Come papabile commissario europeo inizia a prendere quota la laburista Pernille Madsen, il che darebbe comunque modo a Birgitte di riprendere un dicastero chiave per i Moderati. Inaspettatamente Sejrø ha un ripensamento e accetta di essere lui il commissario europeo, con Birgitte lieta di accontentarlo nonostante avesse appena promesso alla moglie che non lo avrebbe scelto. A margine della conferenza stampa di annuncio della nomina di Sejrø, Kasper trova Hanne svenuta in bagno e avvisa Katrine per accompagnarla fuori. Hanne rivela di aver ricominciato a bere perché non riesce a ricucire i rapporti con la figlia, trascurata a causa del lavoro. Dopo aver passato a Katrine la registrazione della conferenza stampa, che la giornalista ha ovviamente perso per poter aiutare Hanne, Kasper coglie l'occasione per invitarla a cena, senza preoccuparsi delle conseguenze che ciò potrebbe avere nella sua nuova relazione con Lotte.
Al termine della conferenza stampa Sejrø è colpito da un'emorragia cerebrale. L'Ekspres accusa Birgitte di averlo nominato commissario europeo nonostante fosse a conoscenza dei suoi problemi di salute. Il Ministro di Stato apprende dalla moglie di Sejrø che costei ne aveva parlato con Kruse, dal quale evidentemente è partita la soffiata a L'Ekspres. Birgitte torna al proposito originario di nominare Kruse commissario europeo, in modo tale da spedirlo a Bruxelles e soffocarne le ambizioni politiche in patria. Kasper esce a cena con Katrine e Hanne, nel frattempo pienamente ristabilitasi dalla crisi alcolica. Proprio Hanne fa notare a Kasper che si vede lontano un miglio quanto è ancora innamorato di Katrine. Il piccolo Magnus inizia a manifestare insofferenza per l'assenza del padre da casa. Terminata la conferenza stampa di annuncio della nomina di Kruse a commissario europeo, cui verrà assegnato il portafoglio del multilinguismo, Birgitte fa visita a Sejrø in ospedale e, anche se lui non può sentirla, gli chiede di poter avere nuovamente la sua amicizia.

## Cesare è stato ucciso dai suoi
- Titolo originale: Den sidste arbejder
- Diretto da: Jesper W. Nielsen
- Scritto da: Adam Price, Tobias Lindholm e Jeppe Gjervig Gram
- Citazione di apertura: Abbiamo vinto l'inferno per il bene (Thomas Nielsen)

### Trama
Il governo ha messo a punto Futuro comune, un'ambiziosa riforma del sistema previdenziale che disegnerà il welfare degli anni a venire. A pochi giorni dalla sua presentazione alla stampa, il ministro degli Esteri e presidente dei Laburisti Bjørn Marrot manifesta a Birgitte la propria contrarietà sui piani di prepensionamento, sgraditi ai sindacati, benché determinanti per finanziare l'intero provvedimento. La posizione di Marrot non rappresenta però l'intero partito laburista, tanto che i ministri Höxenhaven e Madsen stanno neanche troppo velatamente complottando per togliergli la leadership. Chi resta fedele a Marrot è Laugesen, il quale non ha mai sopportato Höxenhaven e proibisce ai giornalisti de L'Ekspres di ridicolizzarlo per le sue gaffe da ministro degli Esteri, come invece sta facendo il resto della stampa. Philip comunica a Birgitte di avere una fidanzata, Cecile, che vorrebbe presentare ai figli. Birgitte prova a mostrarsi felice di questa novità, ma con uno sciocco pretesto cancella all'ultimo minuto la cena in cui avrebbe dovuto conoscerla.
Nonostante Birgitte lo avesse spronato a tenere le redini del proprio partito, Marrot è vittima di un nuovo scandalo in cui è accusato di aver affittato film pornografici e alcolici usando i fondi del proprio ministero. Indagando sulle ultime gaffe del ministro degli Esteri, Kasper scopre che una di esse è stata orchestrata dallo stesso staff di Marrot, mandato a un evento black tie con un completo sbagliato. Per la conferenza stampa di Futuro comune Laugesen affianca a Katrine e al suo team un nuovo fotografo, lo stagista Mikkel. L'infatuazione per Katrine sta creando problemi a Kasper nella sua nuova relazione con Lotte, ancora memore di quando per sbaglio l'ha chiamata con il nome della sua ex. Birgitte invita i figli ad accettare la presenza di Cecile nella vita del padre, con il risultato però di sentirsi tagliata fuori dai nuovi equilibri familiari.
Nel consiglio dei ministri antecedente la presentazione di Futuro comune va in scena la resa dei conti tra Marrot, Höxenhaven e Madsen. Questi ultimi riescono nel loro intento di fargli perdere le staffe, pungolandolo sui suoi intrecci con i sindacati che impediscono al partito di guardare a nuovi elettorati. La degenerazione dello scontro costringe Birgitte ad annullare la conferenza stampa, mentre Marrot si dimette e Höxenhaven ne prende il posto come presidente ad interim dei Laburisti. Dispiaciuta per Marrot, Birgitte riceve rassicurazioni da Höxenhaven che, quando sarà leader dei Laburisti a tutti gli effetti, Futuro comune verrà approvata. Ritrovatisi insieme al rinfresco della conferenza stampa annullata, Kasper e Katrine hanno un ritorno di fiamma che li conduce in camera da letto. Stesso epilogo hanno Höxenhaven e Mikkel, quest'ultimo ingaggiato appositamente da Laugesen per sedurre il detestato neo-leader laburista, poiché ha sempre saputo che è gay e ora è pronto a usare questo segreto contro di lui.

## Pronta alla battaglia
- Titolo originale: Op til kamp
- Diretto da: Jesper W. Nielsen
- Scritto da: Adam Price, Tobias Lindholm e Jeppe Gjervig Gram
- Citazione di apertura: Se necessario, l'offesa che si fa all'uomo deve essere tanto grande da non temere la vendetta (Niccolò Machiavelli)

### Trama
Ufficialmente eletto presidente dei Laburisti, Höxenhaven è altresì nominato ministro degli Esteri e promette che, nonostante i sondaggi lusinghieri per il suo partito, non ci saranno contraccolpi sul governo. Birgitte precisa subito che continuerà a essere lei la timoniera della nave, ma è proprio un'imbarcazione a creare il primo attrito con il nuovo leader laburista. Infatti, il piroscafo danese Fionia è stato sequestrato al largo della Somalia e Höxenhaven insiste per occuparsene in qualità di ministro degli Esteri, ma Birgitte afferma che si tratta di una questione grave e, quindi, spettante al Ministro di Stato. Laugesen mostra a Katrine e Hanne le fotografie di Höxenhaven e Mikkel, dove il ragazzo non è riconoscibile perché di spalle, fingendo di averle ricevute da un anonimo e incaricandole di lavorare all'articolo. Lotte è infastidita dagli assurdi ritmi di lavoro di Kasper, mai a casa, come se volesse a tutti i costi evitarla.
Birgitte si vede costretta a convocare in privata sede Höxenhaven perché sta agendo da cane sciolto, prima incontrando i parenti delle vittime e poi rilasciando un'intervista non autorizzata a TV1. Höxenhaven le lancia il guanto di sfida, ammettendo apertamente di puntare alla sua poltrona. Scoperto che Mikkel è stato reclutato da Laugesen attraverso un sito di escort gay, Katrine e Hanne parlano con il loro direttore, assolutamente determinato a pubblicare l'articolo perché un ministro ricattabile costituisce un pericolo per la sicurezza nazionale. Birgitte fa la conoscenza di Cecile, mettendo in chiaro che non ci dovranno essere disallineamenti rispetto all'educazione dei ragazzi. Dopo aver tentato un disperato quanto patetico corteggiamento a Philip, Birgitte ha una sbandata per il suo autista Kim, successivamente riassegnato da Kasper a un altro ministero.
Laugesen stana Höxenhaven, preannunciandogli l'uscita dell'articolo sulla sua omosessualità nascosta. Höxenhaven comunica a Birgitte che l'indomani intende rassegnare le dimissioni sia da ministro degli Esteri che da presidente dei Laburisti. Il mattino seguente Höxenhaven è trovato morto suicida a bordo della propria automobile, avendo ingerito le pillole contro l'insonnia di Birgitte sottratte dal suo ufficio. Katrine consegna a Kasper la busta contenente la verità sul caso Höxenhaven, avvertendolo che lei e Hanne si sono licenziate da L'Ekspres in dissenso da Laugesen. Costui sigla un patto di non belligeranza con Birgitte, essendo a conoscenza del suo matrimonio a pezzi tramite l'autista Kim e promettendole che non uscirà nulla se lei farà altrettanto con la vicenda di Höxenhaven. Birgitte autorizza l'operazione per liberare la Fionia dai pirati e ne attribuisce il merito al compianto Höxenhaven.

## Tutto quello che abbiamo seminato
- Titolo originale: Plant et træ
- Diretto da: Louise Friedberg
- Scritto da: Adam Price, Jeppe Gjervig Gram e Tobias Lindholm
- Citazione di apertura: Molto di ciò che passa come idealismo è in realtà amore mascherato da potere (Bertrand Russell)

### Trama
La nuova sfida di Birgitte si chiama Avvenire comune, un pacchetto di leggi per realizzare una crescita sociale maggiormente inclusiva e attenta all'ambiente. Trattandosi di un cambiamento epocale che va oltre il suo governo, Birgitte vuole allargare il consenso parlamentare e convincere i partiti più responsabili dell'opposizione, i Liberali e la Nuova Destra, a votarlo. Questa decisione però finisce per inimicarle il ministro dell'Ecologia e segretario dei Verdi Amir Dwian, amareggiato perché Liberali e Nuova Destra hanno preteso dei trattamenti di favore ad industria e agricoltura. Saputo da Kasper che Dwian ha una passione nascosta per le inquinanti automobili d'epoca, Birgitte autorizza lo spin doctor a divulgare la notizia, sperando che ciò induca il recalcitrante alleato a più miti consigli. Katrine viene assunta da Hesselboe come spin doctor dei Liberali, avendo bisogno di un volto giovane per svecchiare un partito percepito come vecchio.
Lo scandalo del ministro ecologista amante dei veicoli inquinanti rischia di sfuggire di mano a Birgitte. Massacrato dalla stampa, Dwian apre la crisi di governo e costringe il Ministro di Stato a mettere insieme una nuova maggioranza. I Laburisti alzano la voce e pretendono che i quattro ministeri lasciati dai Verdi siano equamente divisi tra loro e i Moderati. In tutto questo caos, Birgitte si trova a dover gestire un attacco di panico avuto dalla figlia Laura al campo scuola, incolpandosi di non aver saputo cogliere il profondo malessere che sta vivendo la ragazza. Katrine entra subito in rotta di collisione con Hesselboe, il quale vuole chiedere le elezioni anticipate e punta a formare un governo con l'impresentabile Partito della libertà di Svend Åge Saltum, rendendo evidente come il suo idealismo mal si concili con il nuovo lavoro. Lotte è stanca della distrazione di Kasper, iniziando a sospettare che tra loro due si sia infilata un'altra donna, e gli domanda cosa può fare per migliorare la loro convivenza.
Birgitte chiede perdono a Dwian, autoaccusandosi dello scandalo che è partito da lei, ma ormai la frattura è insanabile e i Verdi non rientreranno in maggioranza. A questo punto Birgitte deve prendere atto di aver commesso un grave errore di valutazione, soprattutto dopo che Hesselboe ha revocato il sostegno dei Liberali ad Avvenire comune. Il Ministro di Stato forma un governo di minoranza Moderati-Laburisti, con l'appoggio esterno del Movimento solidale, accettando la spartizione dei ministeri proposta dai Laburisti. Licenziata Jytte, l'arcigna segretaria che non le ha passato le telefonate disperate di Laura, Birgitte richiama la predecessora Sanne perché sente il bisogno di recuperare lo spirito dei vecchi tempi. Abbandonato Hesselboe, Katrine rientra a TV1 per condurre un programma dei sentimenti. Ritenendola sprecata per quella mansione, Torben le propone di riformare il loro vecchio team, sostituendo una collega in maternità. Katrine accetta, a condizione che anche Hanne faccia parte dell'accordo.

## L'innocenza del diavolo
- Titolo originale: Dem & os
- Diretto da: Louise Friedberg
- Scritto da: Adam Price, Tobias Lindholm e Jeppe Gjervig Gram
- Citazione di apertura: Amate i vostri nemici e pregate per i vostri persecutori (Vangelo di Matteo, 5:44)

### Trama
Il Partito della libertà deposita una proposta di legge per abbassare l'età minima di imputabilità da quattordici a dodici anni. Kasper ha venduto la casa di famiglia, alla quale sono legati gli abusi subiti dal padre quando era piccolo, e risvegliare questo trauma del passato lo sta rendendo nervoso e irascibile, tanto da inveire violentemente contro Saltum nei corridoi di Christiansborg. Quando lo stesso leader dell'ultradestra subisce un'aggressione da parte di un tredicenne immigrato, il Partito della libertà presenta una mozione in Parlamento per costringere il governo ad approvare la legge. Anche Katrine non si mostra benevola nei confronti di Saltum, rivolgendogli una domanda non concordata durante un'intervista su TV1 in cui allude ai dividendi politici che il Partito della libertà potrà ricavare da quest'episodio. Saltum ha gioco facile nell'attaccare il buonismo di chi non si rende conto che la sicurezza è un problema molto serio nella vita dei danesi.
Non potendosi permettere divisioni in un già di per sé fragile governo di minoranza appena nato, Birgitte e gli alleati lavorano a una mozione che annulli quella presentata da Saltum. Sempre meno lucido, Kasper mette fine alla relazione con Lotte, determinata da un tradimento consumato con Lisa, giovane addetta stampa dei Laburisti. A seguito dell'attacco di panico, Laura dovrebbe sottoporsi a una terapia di antidepressivi, caldeggiata da Cecile che di professione è pediatra. Inizialmente contraria, dopo averne parlato con uno psichiatra Birgitte si convince che la cura farmacologica può aiutare la figlia a stare meglio. I toni del dibattito politico si infiammano quando la rivista dei Giovani Moderati pubblica, su indicazione di Kasper, un servizio molto duro contro il Partito della libertà per la volontà di mettere in galera i bambini. Anche la stessa Birgitte passa il segno, schernendo Saltum perché nessuno gli affiderebbe mai un bambino, ignorando che l'uomo ha perso la figlia di dieci anni per annegamento.
Per interrompere uno scontro in cui tutti stanno dando il peggio di sé stessi, Birgitte riformula la mozione di maggioranza nei termini di istituire una commissione parlamentare bipartisan per legiferare sull'argomento. La nuova mozione passa per un solo voto. Lo scontro avuto con Birgitte a proposito del servizio giornalistico contro il Partito della libertà induce Kasper a dimettersi, anche se il Ministro di Stato si dice convinta che tornerà al suo posto. Consapevole che non può più tenersi dentro un fardello così pesante, Kasper consegna a Katrine la scatola contenente gli oggetti della sua infanzia prelevati dalla vecchia casa. La giornalista scopre che Kasper accoltellò il padre, facendolo arrestare insieme a tre suoi amici corresponsabili degli abusi, mentre lui non venne incriminato perché minore di quattordici anni, spiegando così la sua assoluta contrarietà alla legge, e se la cavò con la comunità protetta. Katrine raggiunge Kasper, rimasto senza un posto dove andare, e lo abbraccia.

## Vincere e perdere
- Titolo originale: Hvad indad tabes, skal udad vindes - Del I
- Diretto da: Mikkel Nørgaard
- Scritto da: Adam Price, Tobias Lindholm e Jeppe Gjervig Gram
- Citazione di apertura: Il danese è in dubbio, perché la storia della Danimarca è la storia di una forte genia al tramonto (Johannes Vilhelm Jensen)

### Trama
Nello Stato africano del Kharun infuria la guerra civile tra il nord musulmano e il sud cattolico. Birgitte e Hans Christian Thorsen, succeduto a Höxenhaven nel doppio ruolo di ministro degli Esteri e presidente dei Laburisti, si confrontano in un dibattito su TV1 con Hesselboe e Saltum, a seguito degli attacchi rivolti dal Partito della libertà al governo per l'accoglienza dei profughi del Kharun. A un anno dalla fine del mandato, Birgitte sente la necessità di assumere un'iniziativa politica forte, mettendosi a disposizione come mediatrice per raggiungere la pace in Kharun e togliere argomenti all'opposizione. Per fare questo, Birgitte è costretta a chiedere l'aiuto di Joachim Chrone, l'influente imprenditore con cui entrò in conflitto per la vicenda delle quote rosa, il quale ha molti affari petroliferi in corso nel Kharun. Del team diplomatico fanno parte Amir Dwian, richiamato in servizio da Birgitte come negoziatore con la controparte musulmana, e Bent Sejrø, felice di tornare in attività dopo aver superato l'emorragia cerebrale.
Da rapporti di intelligence emerge come in Kharun si stia preparando una vasta e drammatica operazione di pulizia etnica. Non potendo aspettare i tempi lunghi della diplomazia, Birgitte decide di recarsi sul posto lei stessa per accelerare le trattative, accompagnata da Sejrø in barba ai suoi problemi di salute. Birgitte costringe il presidente nordista Omar Al-Jahwar ad ascoltare le proposte del governo danese, benché questi sostenga di aver vinto la guerra e non dover fare nessuna concessione ai sudisti. Nonostante la cura stia procedendo bene, Laura vuole sospendere le medicine, non accettando di dover aspettare ancora mesi prima di potersi dire completamente guarita. Come previsto, Kasper è tornato operativo al fianco di Birgitte e si è stabilito da Katrine, con cui le cose sembrano andare a gonfie vele. Katrine finisce però con il mescolare lavoro e vita privata, sottraendo a Kasper documenti governativi dai quali scopre che Birgitte si trova in Kharun, missione coperta dal massimo riserbo.
Birgitte e Sejrø incontrano il potente capo tribù Jakob Lokoya, assicurandogli pieno sostegno alla creazione di uno Stato del Sud Kharun indipendente e garantendogli le forniture di petrolio attraverso la società di Crone. Lokoya si mostra ben disposto verso il governo danese, anche se Birgitte e Sejrø devono passare sopra alle alquanto discutibili posizioni dell'uomo in tema di omosessualità. Katrine non sa come comportarsi con Kasper, poiché usando i documenti top secret dovrebbe giustificare la loro relazione, ma fortunatamente è il fidanzato a levarle l'impaccio, rivelandole lui stesso dove si trova in realtà Birgitte. Laura riesce a nascondere a Philip che non sta più prendendo le pastiglie. Sul volo di ritorno Birgitte e il suo team sono stanchi ma soddisfatti, avendo ottenuto da entrambe le fazioni che i colloqui di pace si svolgeranno in Danimarca, così da dare lustro e visibilità al Paese e, indirettamente, anche al governo.

## Guerra e pace
- Titolo originale: Hvad indad tabes, skal udad vindes - Del II
- Diretto da: Mikkel Nørgaard
- Scritto da: Adam Price, Tobias Lindholm e Jeppe Gjervig Gram
- Citazione di apertura: Raccogli il fardello dell'Uomo Bianco. Le barbare guerre della pace. Riempi la bocca della carestia. E fai cessare la malattia (Rudyard Kipling)

### Trama
Un attacco dell'esercito sudista alla città di Orisia, dove si trova il principale giacimento petrolifero del Kharun, rischia di arenare i negoziati prima ancora che inizino. Per richiamare le parti al tavolo, Birgitte propone di considerare Orisia e l'altra città contesa di Sarifam come terra di nessuno fino al termine delle trattative. Crone avverte il Ministro di Stato di aver appena saputo che la Cina sta inviando un container per fornire al Nord Kharun un arsenale di elicotteri che gli consentirà di vincere la guerra. Birgitte convoca immediatamente l'ambasciatore cinese, tutt'altro che ottimista sulla sua richiesta di annullare la commessa. Katrine e Hanne si concentrano su Niels Mikkelsen, il factotum di Crone in Kharun, immortalato mentre era in compagnia di un sanguinario generale ricercato per crimini di guerra. Laura obbliga Magnus, che l'ha sorpresa buttare una pastiglia nel water, a non dire niente alla madre. Da quando ha sospeso la terapia, Laura inizia a comportarsi in modo strano, come staccare le prese di corrente in piena notte.
Proprio quando i negoziati sembrano destinati al fallimento, giunge l'inattesa notizia che la Cina ha interrotto la navigazione del container per trentasei ore, lasso di tempo entro il quale le parti dovranno raggiungere un accordo. Scavando su Mikkelsen, Katrine e Hanne scoprono che è abituato a intrallazzare con i signori della guerra, agendo sotto falsa identità. Mikkelsen consegna alle giornaliste un dossier in cui risulta che il Nord Kharun sta frodando il Sud privandolo del 10% dei ricavi sull'esportazione del greggio, una notizia che se divulgata farebbe immediatamente saltare le trattative e provocherebbe una guerra dalle conseguenze incalcolabili. Proprio per evitare ciò, Birgitte convoca Torben, Katrine e Hanne a Christiansborg, chiedendo loro di anteporre l'interesse nazionale a quello giornalistico. Hanne prende l'iniziativa e garantisce a Birgitte che daranno la notizia soltanto in caso di fallimento dei negoziati.
La maratona diplomatica si chiude con la storica stretta di mano tra Al-Jahwar e Lokoya, anche se Birgitte ha dovuto usare il dossier per minacciare Al-Jahwar di non avanzare ulteriori pretese. I telegiornali di tutto il mondo celebrano la Danimarca per il risultato ottenuto, segnando l'apice di Birgitte come Ministro di Stato. La leader si complimenta con la propria squadra per l'eccellente lavoro svolto, in particolare Dwian e Sejrø che hanno accettato di mettersi a disposizione con incredibile spirito di servizio. La straordinaria giornata di Birgitte è funestata da un nuovo attacco di panico di Laura. Lo psichiatra avverte Birgitte e Philip che le cose andranno anche peggio se la ragazza non inizierà a curarsi seriamente. Su TV1 Torben si complimenta con Birgitte per come sta guidando il Paese, dimostrandosi un leader di cui ci si può fidare. Nella corsia d'ospedale Birgitte riflette amaramente sul contrasto tra i successi politici e i fallimenti nella vita familiare.

## Questione di privacy
- Titolo originale: Privatlivets fred
- Diretto da: Louise Friedberg
- Scritto da: Adam Price, Tobias Lindholm e Jeppe Gjervig Gram
- Citazione di apertura: “Il successo non è mai definitivo, il fallimento non è mai fatale. È il coraggio di continuare che conta” (Winston Churchill)

### Trama
Laura è in lista d'attesa per il ricovero in una clinica di adolescenti. Siccome le tempistiche della sanità pubblica sono inverosimilmente lunghe, Birgitte e Philip acconsentono a mandarla in una rinomata struttura privata consigliata dallo psichiatra. Tutto questo proprio mentre la politica sta discutendo del pacchetto salute voluto da Birgitte per drenare risorse alla sanità privata in favore di quella pubblica. Il Movimento solidale non è soddisfatto del testo e vorrebbe che Birgitte ci andasse addirittura più pesante, abolendo le detrazioni. Birgitte deve muoversi con circospezione, ordinando allo staff il massimo riserbo sulla sua vicenda personale. Hanne suggerisce a Kasper e Katrine di rendere pubblica la loro relazione, in modo da evitare conseguenze sgradevoli se dovesse emergere in tempi successivi. Mentre Birgitte si complimenta con Kasper, Torben non mostra altrettanto entusiasmo e avverte Katrine che non esiterà a metterla alla porta se dovessero emergere conflitti d'interessi.
Non si sa come, L'Ekspres riesce a scoprire il ricovero di Laura e ha gioco facile nell'attaccare il Ministro di Stato che politicamente vuole demolire la sanità privata, ma non esita a servirsene pur di aiutare la figlia. Laugesen manda un paparazzo alla clinica, creando un forte disagio a Laura proprio adesso che stava facendo dei piccoli miglioramenti. Anche se non avrebbe voluto mettere in mezzo la propria famiglia, Birgitte si vede costretta ad andare su TV1 per rispondere alle accuse di Laugesen, attribuendo l'attuale strapotere della sanità privata alle politiche del predecessore Hesselboe e rivendicando di aver agito esattamente come farebbe ogni madre. Non avendo più nulla da perdere, Birgitte tira dritto sul pacchetto salute che viene approvato anche con il sostegno del Movimento solidale, accontentato nelle proprie richieste sulle detrazioni. Katrine inizia a riflettere sulla possibilità di mettere su famiglia con Kasper, anche se il fidanzato si dice contrario ad avere figli visti i loro folli orari lavorativi.
Dato che Laugesen deve essere intervistato da TV1, Kasper invita Ulrik Mørch a sentire un'infermiera della clinica in cui è ricoverata Laura. La donna accusa il paparazzo mandato da Laugesen di aver creato scompiglio e messo in agitazione, oltre alla stessa Laura, anche gli altri giovani pazienti. Quando la dichiarazione dell'infermiera è mandata in onda, Laugesen abbandona lo studio inviperito. Tuttavia, proprio a causa della morbosità creatasi attorno alla clinica, Birgitte e Philip sono invitati dalla direttrice a trovare un'altra sistemazione per Laura. Birgitte decide di lasciare la carica di Ministro di Stato il tempo strettamente necessario per stare vicina a Laura e accompagnarla verso una migliore condizione psicologica. Fino ad allora, sarà il suo vice Hans Christian Thorsen a guidare il governo. Nel dare l'annuncio, Birgitte si scusa con i giornalisti per essere stata un po' assente nell'ultimo periodo, assicurando di tenere in considerazione il loro importantissimo lavoro nonostante il livore con cui si sono scagliati contro la sua famiglia.

## Decisioni difficili
- Titolo originale: En bemærkning af særlig karakter
- Diretto da: Louise Friedberg
- Scritto da: Adam Price, Jeppe Gjervig Gram e Tobias Lindholm
- Citazione di apertura: "Essere o non essere. Questo è il problema" (William Shakespeare)

### Trama
È passato un mese da quando Birgitte si è messa in aspettativa e durante questo periodo Laura è sensibilmente migliorata, tanto che le sono stati ridotti i farmaci e a breve sarà dimessa dalla clinica. I più stretti collaboratori implorano Birgitte di tornare quanto prima in campo, dato che Thorsen sta oltrepassando le normali funzioni di capo di governo supplente e lei rischia di disperdere l'enorme consenso accumulato. Birgitte si ostina a voler aspettare la completa guarigione di Laura, ma Sejrø riesce a farle capire che la Danimarca e il partito hanno bisogno di un Ministro di Stato nel pieno delle proprie funzioni. Siccome vede Laura molto più serena, al punto da aver stretto amicizia con una compagna della clinica, Birgitte interrompe l'aspettativa. Kasper ha grandi progetti per il futuro con Katrine, ma tra questi non è incluso avere un figlio. Katrine è perfettamente consapevole della ragione per cui Kasper è contrario, riconducibile al trauma della sua infanzia, tuttavia lei è nell'età giusta per concepire e non è corretto che il fidanzato pensi unicamente a sé stesso.
Diversi media accolgono con scetticismo il rientro di Birgitte, aprendo un dibattito sulla capacità delle donne di ricoprire cariche istituzionali. Birgitte rifiuta un'intervista a TV1 perché si sarebbe affrontato proprio questo argomento, mentre lei vuole parlare unicamente di politica. Al suo posto è Hesselboe  a prendersi i riflettori, rilanciando il luogo comune degli uomini che hanno meno difficoltà a bilanciare vita politica e familiare. Kasper decide di chiudere il cerchio con il proprio passato, facendo visita per la prima volta alla madre ricoverata in un ospizio e che ormai fatica a riconoscerlo. Nello stesso momento Katrine si vede offrire da Torben l'agognato posto fisso a TV1, anche se le viene chiesto di non avere gravidanze nel prossimo periodo. Tornato a casa, Kasper invita Katrine a non prendere più le pillole anticoncezionali, facendole capire di essere pronto a fare questo importante passo. Philip lascia Cecile, sentendosi però rispondere che è stato lui a non saper chiudere il matrimonio con Birgitte.
Il Parlamento approva Avvenire comune, la riforma dell'ambiente precedentemente accantonata che era stata all'origine della crisi del primo governo Nyborg. Sejrø si complimenta con Birgitte per essere riuscita a realizzare tutti i propositi che si era assunta quando ha intrapreso l'avventura di guidare il governo. Birgitte prende la parola nell'emiciclo per rendere delle comunicazioni urgenti. Dopo aver citato i nomi delle prime quattro donne elette parlamentari nelle lontane elezioni del 1918, il Ministro di Stato attacca, pur senza nominarlo, Hesselboe e tutti coloro che come lui pensano ancora alla politica come un club per soli uomini. Preso atto che il governo ha completato il programma delle riforme, Birgitte convoca le elezioni per il successivo 11 giugno, forte di sondaggi che vedono Moderati e Liberali testa a testa. In questo modo, è l'auspicio del Ministro di Stato, gli elettori potranno decidere chi, tra lei ed Hesselboe, dovrà governare la Danimarca.